# Скапус (град, Орегон)
Скапус (на английски: Scappoose) е град в окръг Колумбия, щата Орегон, САЩ. Скапус е с население от 4976 жители (2000) и обща площ от 6,4 km². Намира се на 18,9 m надморска височина. ЗИП кодът му е 97056, а телефонният му код е 503.